# Пинарии
Пинариите (Pinarii) са патрицииски род от 5 век пр.н.е., периода на създаването на Римската република, с когномен Мамеркин Руф (Mamercinus Rufus).
Известни с това име:
- Публий Пинарий Мамеркин Руф, консул 489 пр.н.е.
- Луций Пинарий Мамеркин Руф, консул 472 пр.н.е.
- Луций Пинарий Мамеркин, военен трибун 432 пр.н.е.
- Луций Пинарий Ната, началник на конницата 363 пр.н.е.
- Луций Пинарий Скарп, племенник и наследник на Цезар, проконсул на Киренайка, по време на Марк Антоний